# Charles Marie Richard
Charles Marie Richard de La Vergne est un médecin et homme politique français né le 29 avril 1766 à Montaigu et mort le 15 mars 1829 à Nantes.

## Biographie
Charles Marie Richard de La Vergne est le fils de Louis Richard, sieur de la Vergne, docteur en médecine à Montaigu et trésorier des Marches communes de Poitou et de Bretagne, qui est élu député du tiers-état des Marches aux États généraux de 1789, mais qui donna sa démission deux jours après, et de Magdeleine Françoise Gautreau. Neveu de Pierre Richard de La Vergne, il est l'oncle du cardinal François Richard de La Vergne.
Docteur en médecine de l'université de Montpellier, officier municipal de Montaigu, il devient médecin de l'armée de Charette en 1793.
Membre et secrétaire du Conseil général de la Loire-Inférieure, il est élu député du grand collège de la Loire-Inférieure le 22 août 1815. Siégeant dans la majorité de la Chambre introuvable, il obtient sa réélection le 4 octobre 1816.
Il avait été nommé conseiller de préfecture de la Loire-inférieure le 22 février 1816.
De 1820 à 1829, il est directeur de l'École de médecine de Nantes.

## Sources
- « Charles Marie Richard », dans Adolphe Robert et Gaston Cougny, Dictionnaire des parlementaires français, Edgar Bourloton, 1889-1891 [détail de l’édition]
- Jacques Léonard, Les Médecins de l'Ouest au XIXe siècle. Volume 3, 1978
- Grands notables du Premier Empire : notices de biographie sociale, CNRS, 1978